# Trogontherium

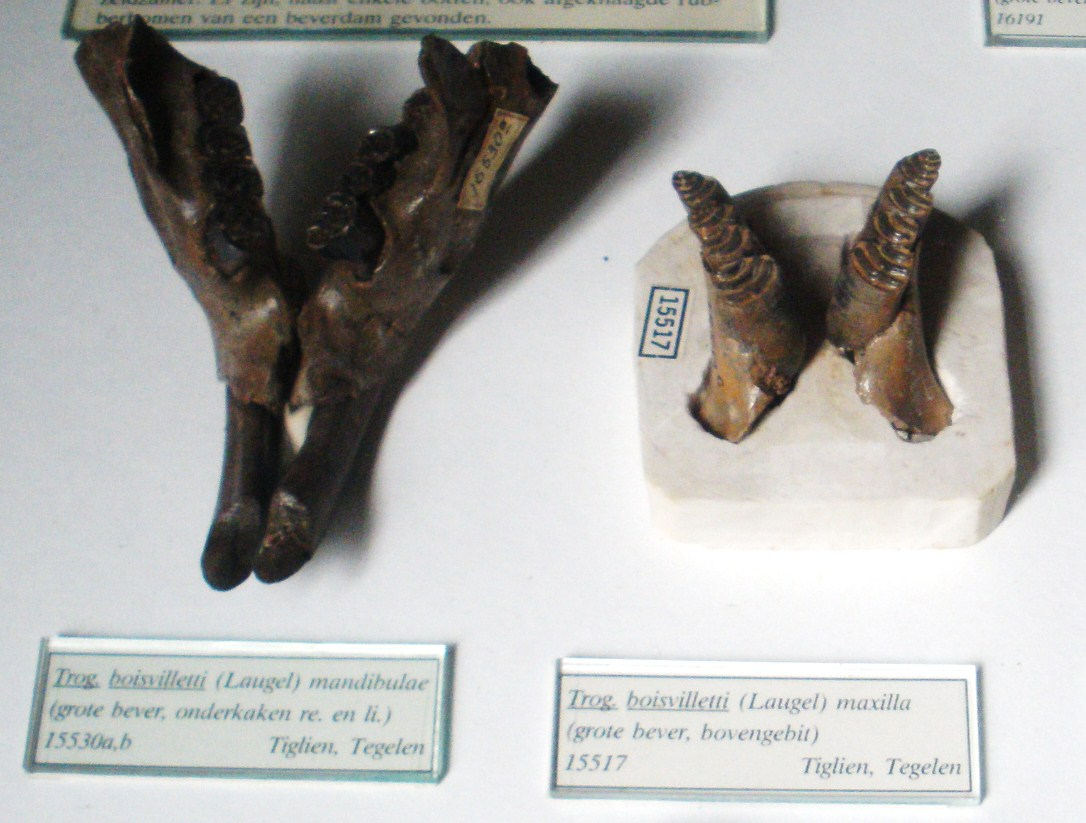
Щелепи

Trogontherium — викопний рід гігантських бобрів, який існував від пізнього пліоцену до пізнього плейстоцену. Він не є близьким до північноамериканських гігантських бобрів роду Castoroides. Скам'янілості Trogontherium були знайдені в середньоплейстоценових формаціях Англії, материкової Європи, Юньнані, Китаю, і Сибіру. Остання згадка про таксон належить до пізнього плейстоцену Маньчжурії поблизу Харбіна, віком близько 40 000 років. Його зникнення може бути пов'язане з прибуттям у регіон мисливців-збирачів.